# Cristonia biloba
Genre
Espèce
Cristonia biloba est une espèce de plantes à fleurs dicotylédones de la famille des Fabaceae, sous-famille des Faboideae, originaire d'Australie. C'est l'unique espèce acceptée du genre Cristonia (genre monotypique). 

## Synonymes
Selon GRIN (9 décembre 2018) :
- Bossiaea biloba Benth.
- Templetonia biloba (Benth.) Polhill